# Inverses de les funcions trigonomètriques
En matemàtiques, les inverses de les funcions trigonomètriques són les funcions que desfan l'aplicació de les funcions trigonomètriques i retornen l'angle original. Les principals són les que es presenten en la taula següent.
| Nom           | Notació habitual | Definició   | Domini de x per resultat real | Recorregut del valor principal habitual |
| ------------- | ---------------- | ----------- | ----------------------------- | --------------------------------------- |
| arc sinus     | y = arcsin(x)    | x = sin (y) | −1 a +1                       | −π/2 ≤ y ≤ π/2                          |
| arc cosinus   | y = arccos(x)    | x = cos (y) | −1 a +1                       | 0 ≤ y ≤ π                               |
| arc tangent   | y = arctan(x)    | x = tan (y) | tot                           | −π/2 < y < π/2                          |
| arc cotangent | y = arccot(x)    | x = cot (y) | tot                           | 0 < y < π                               |
| arc secant    | y = arcsec(x)    | x = sec (y) | −∞ a −1 o 1 a ∞               | 0 ≤ y < π/2 o π/2 < y ≤ π               |
| arc cosecant  | y = arccsc(x)    | x = csc (y) | −∞ a −1 o 1 a ∞               | −π/2 ≤ y < 0 o 0 < y ≤ π/2              |

Si es permet que x sigui un nombre complex, llavors el recorregut de y només s'aplica a la part real.
Les notacions sin−1, cos−1, etc., es fan servir de vegades en comptes de arcsin, arccos, etc

El valors principals habituals de les funcions f(x) = arcsin(x) i f(x) = arccos(x) representades al pla cartesià.

Els valors principals habituals de les funcions f(x) = arctan(x) i f(x) = arccot(x) representades al pla cartesià.

El valors principals habituals de les funcions f(x) = arcsec(x) i f(x) = arccsc(x) representades al pla cartesià.

En llenguatges de programació d'ordinadors, les funcions arcsin, arccos, arctan, es diuen normalmenr asin, acos, atan. Molts llenguatges de programació, també subministren la funció amb dos arguments atan2, que calcula l'arctangent de y/x donats y i x, però amb un recorregut de [−π, π].

## Relacions entre les inverses de les funcions trigonomètriques
Angles complementaris:
{\displaystyle \arccos x={\frac {\pi }{2}}-\arcsin x}
{\displaystyle \operatorname {arccot} x={\frac {\pi }{2}}-\arctan x}
{\displaystyle \operatorname {arccsc} x={\frac {\pi }{2}}-\operatorname {arcsec} x}
Arguments negatius:
{\displaystyle \arcsin(-x)=-\arcsin x\!}
{\displaystyle \arccos(-x)=\pi -\arccos x\!}
{\displaystyle \arctan(-x)=-\arctan x\!}
{\displaystyle \operatorname {arccot}(-x)=\pi -\operatorname {arccot} x\!}
{\displaystyle \operatorname {arcsec}(-x)=\pi -\operatorname {arcsec} x\!}
{\displaystyle \operatorname {arccsc}(-x)=-\operatorname {arccsc} x\!}
Arguments inversos:
{\displaystyle \arccos {\frac {1}{x}}\,=\operatorname {arcsec} x}
{\displaystyle \arcsin {\frac {1}{x}}\,=\operatorname {arccsc} x}
{\displaystyle \arctan {\frac {1}{x}}={\frac {\pi }{2}}-\arctan x=\operatorname {arccot} x,\ } si {\displaystyle \ x>0}
{\displaystyle \arctan {\frac {1}{x}}=-{\frac {\pi }{2}}-\arctan x=-\pi +\operatorname {arccot} x,\ } si {\displaystyle \ x<0}
{\displaystyle \operatorname {arccot} {\frac {1}{x}}={\frac {\pi }{2}}-\operatorname {arccot} x=\arctan x,\ } si {\displaystyle \ x>0}
{\displaystyle \operatorname {arccot} {\frac {1}{x}}={\frac {3\pi }{2}}-\operatorname {arccot} x=\pi +\arctan x,\ } si {\displaystyle \ x<0}
{\displaystyle \operatorname {arcsec} {\frac {1}{x}}=\arccos x}
{\displaystyle \operatorname {arccsc} {\frac {1}{x}}=\arcsin x}
En cas de disposar només d'un fragment de la taula trigonomètrica:
{\displaystyle \arccos x=\arcsin {\sqrt {1-x^{2}}},} si {\displaystyle \ 0\leq x\leq 1}
{\displaystyle \arctan x=\arcsin {\frac {x}{\sqrt {x^{2}+1}}}}
Cal indicar que, en aquestes expressions, quan surt una arrel quadrada d'un nombre complex, es tria l'arrel amb la part real positiva (o la part imaginaria positiva si el quadrat era un real negatiu).
A partir de la fórmula de la tangent de l'angle meitat {\displaystyle \tan {\frac {\theta }{2}}={\frac {\sin \theta }{1+\cos \theta }}}, es té:
{\displaystyle \arcsin x=2\arctan {\frac {x}{1+{\sqrt {1-x^{2}}}}}}
{\displaystyle \arccos x=2\arctan {\frac {\sqrt {1-x^{2}}}{1+x}},} si {\displaystyle -1<x\leq +1}
{\displaystyle \arctan x=2\arctan {\frac {x}{1+{\sqrt {1+x^{2}}}}}}

## Solucions generals
Cada una de les funcions trigonomètriques és periòdica en la part real del seu argument, passant dos cops per cada valor del seu recorregut en cada interval de 2π. El Sinus i la cosecant comencen el període a 2πk - π/2 (on k és un enter), i l'acaben a 2πk + π/2, i llavors es reverteixen des de 2πk + π/2 fins a 2πk + 3π/2. El cosinus i la secant comencen el seu període a 2πk, l'acaben a 2πk + π, i llavors es reverteixen des de 2πk + π fins a 2πk + 2π. La Tangent comença el seu període a 2πk - π/2, l'acaba a 2πk + π/2, i llavors el repeteix (cap endavant) des de 2πk + π/2 fins a 2πk + 3π/2. La Cotangent comença el seu període a 2πk, l'acaba a 2πk + π, i llavors el repeteix (cap endavant) des de 2πk + π fins a 2πk + 2π.
Aquesta periodicitat es reflecteix en les inverses generals:
sin y = x si i només si y = arcsin x + 2kπ o y = π − arcsin x + 2kπ per algun enter k.
cos y = x si i només si y = arccos x + 2kπ o y = 2π − arccos x + 2kπ per algun enter k.
tan y = x si i només si y = arctan x + kπ for per algun enter k.
cot y = x si i només si y = arccot x + kπ for per algun enter k.
sec y = x si i només si y = arcsec x + 2kπ o y = 2π − arcsec x + 2kπ per algun enter k.
csc y = x si i només si y = arccsc x + 2kπ o y = π − arccsc x + 2kπ for per algun enter k.

## Derivades de les funcions trigonomètriques inverses
Les derivades pels valors reals de {\displaystyle x} són les següents:
{\displaystyle {\begin{aligned}{\frac {d}{dx}}\arcsin x&{}={\frac {1}{\sqrt {1-x^{2}}}};\qquad |x|<1\\{\frac {d}{dx}}\arccos x&{}={\frac {-1}{\sqrt {1-x^{2}}}};\qquad |x|<1\\{\frac {d}{dx}}\arctan x&{}={\frac {1}{1+x^{2}}}\\{\frac {d}{dx}}\operatorname {arccot} x&{}={\frac {-1}{1+x^{2}}}\\{\frac {d}{dx}}\operatorname {arcsec} x&{}={\frac {1}{|x|\,{\sqrt {x^{2}-1}}}};\qquad |x|>1\\{\frac {d}{dx}}\operatorname {arccsc} x&{}={\frac {-1}{|x|\,{\sqrt {x^{2}-1}}}};\qquad |x|>1\end{aligned}}}
Per un exemple de demostració, fent {\displaystyle \theta =\arcsin x\!}, {\displaystyle \sin x=\theta \!}s'obté:
{\displaystyle {\frac {d\arcsin x}{dx}}={\frac {d\theta }{d\sin \theta }}={\frac {1}{\cos \theta }}={\frac {1}{\sqrt {1-\sin ^{2}\theta }}}={\frac {1}{\sqrt {1-x^{2}}}}}
Per una demostració més rigorosa consulteu l'article  Derivades de les inverses de les funcions trigonomètriques.

## Expressió com a integrals definides
Si s'integra la derivada i es fixa el valor en un punt de forma que coincideixi amb el de la funció primitiva, s'obté una expressió de les funcions trigonomètriques inverses com a integrals definides:
{\displaystyle {\begin{aligned}\arcsin x&{}=\int _{0}^{x}{\frac {1}{\sqrt {1-z^{2}}}}\,dz,\qquad |x|\leq 1\\\arccos x&{}=\int _{x}^{1}{\frac {1}{\sqrt {1-z^{2}}}}\,dz,\qquad |x|\leq 1\\\arctan x&{}=\int _{0}^{x}{\frac {1}{z^{2}+1}}\,dz,\\\operatorname {arccot} x&{}=\int _{x}^{\infty }{\frac {1}{z^{2}+1}}\,dz,\\\operatorname {arcsec} x&{}=\int _{1}^{x}{\frac {1}{z{\sqrt {z^{2}-1}}}}\,dz,\qquad x\geq 1\\\operatorname {arccsc} x&{}=\int _{x}^{\infty }{\frac {1}{z{\sqrt {z^{2}-1}}}}\,dz,\qquad x\geq 1\end{aligned}}}
Quan x val 1, les integrals amb dominis limitats són integrals impròpies però continuen sent ben definides.

## Sèries infinites
Igualment que les funcions sinus i cosinus, les funcions trigonomètriques inverses es poden calcular fent servir sèries infinites, tal com segueix:
{\displaystyle {\begin{aligned}\arcsin z&{}=z+\left({\frac {1}{2}}\right){\frac {z^{3}}{3}}+\left({\frac {1\cdot 3}{2\cdot 4}}\right){\frac {z^{5}}{5}}+\left({\frac {1\cdot 3\cdot 5}{2\cdot 4\cdot 6}}\right){\frac {z^{7}}{7}}+\cdots \\&{}=\sum _{n=0}^{\infty }\left({\frac {(2n)!}{2^{2n}(n!)^{2}}}\right){\frac {z^{2n+1}}{(2n+1)}};\qquad |z|\leq 1\end{aligned}}}
{\displaystyle {\begin{aligned}\arccos z&{}={\frac {\pi }{2}}-\arcsin z\\&{}={\frac {\pi }{2}}-(z+\left({\frac {1}{2}}\right){\frac {z^{3}}{3}}+\left({\frac {1\cdot 3}{2\cdot 4}}\right){\frac {z^{5}}{5}}+\left({\frac {1\cdot 3\cdot 5}{2\cdot 4\cdot 6}}\right){\frac {z^{7}}{7}}+\cdots )\\&{}={\frac {\pi }{2}}-\sum _{n=0}^{\infty }\left({\frac {(2n)!}{2^{2n}(n!)^{2}}}\right){\frac {z^{2n+1}}{(2n+1)}};\qquad |z|\leq 1\end{aligned}}}
{\displaystyle {\begin{aligned}\arctan z&{}=z-{\frac {z^{3}}{3}}+{\frac {z^{5}}{5}}-{\frac {z^{7}}{7}}+\cdots \\&{}=\sum _{n=0}^{\infty }{\frac {(-1)^{n}z^{2n+1}}{2n+1}};\qquad |z|\leq 1\qquad z\neq i,-i\end{aligned}}}
{\displaystyle {\begin{aligned}\operatorname {arccot} z&{}={\frac {\pi }{2}}-\arctan z\\&{}={\frac {\pi }{2}}-(z-{\frac {z^{3}}{3}}+{\frac {z^{5}}{5}}-{\frac {z^{7}}{7}}+\cdots )\\&{}={\frac {\pi }{2}}-\sum _{n=0}^{\infty }{\frac {(-1)^{n}z^{2n+1}}{2n+1}};\qquad |z|\leq 1\qquad z\neq i,-i\end{aligned}}}
{\displaystyle {\begin{aligned}\operatorname {arcsec} z&{}=\arccos \left(z^{-1}\right)\\&{}={\frac {\pi }{2}}-(z^{-1}+\left({\frac {1}{2}}\right){\frac {z^{-3}}{3}}+\left({\frac {1\cdot 3}{2\cdot 4}}\right){\frac {z^{-5}}{5}}+\left({\frac {1\cdot 3\cdot 5}{2\cdot 4\cdot 6}}\right){\frac {z^{-7}}{7}}+\cdots )\\&{}={\frac {\pi }{2}}-\sum _{n=0}^{\infty }\left({\frac {(2n)!}{2^{2n}(n!)^{2}}}\right){\frac {z^{-(2n+1)}}{(2n+1)}};\qquad \left|z\right|\geq 1\end{aligned}}}
{\displaystyle {\begin{aligned}\operatorname {arccsc} z&{}=\arcsin \left(z^{-1}\right)\\&{}=z^{-1}+\left({\frac {1}{2}}\right){\frac {z^{-3}}{3}}+\left({\frac {1\cdot 3}{2\cdot 4}}\right){\frac {z^{-5}}{5}}+\left({\frac {1\cdot 3\cdot 5}{2\cdot 4\cdot 6}}\right){\frac {z^{-7}}{7}}+\cdots \\&{}=\sum _{n=0}^{\infty }\left({\frac {(2n)!}{2^{2n}(n!)^{2}}}\right){\frac {z^{-(2n+1)}}{2n+1}};\qquad \left|z\right|\geq 1\end{aligned}}}
En Leonhard Euler va trobar una sèrie més eficient per a l'arctangent, que és:
{\displaystyle \arctan x={\frac {x}{1+x^{2}}}\sum _{n=0}^{\infty }\prod _{k=1}^{n}{\frac {2kx^{2}}{(2k+1)(1+x^{2})}}.}
(Cal tenir en compte que el terme del sumatori de n= 0 és el producte buit que val 1.)

## Fracció contínua per a l'arctangent
Una alternativa a la sèrie de potències per a l'arctangent és la seva fracció contínua generalitzada:
{\displaystyle \arctan(z)={\cfrac {z}{1+{\cfrac {z^{2}}{3+{\cfrac {4z^{2}}{5+{\cfrac {9z^{2}}{7+{\cfrac {16z^{2}}{9+{\cfrac {25z^{2}}{\ddots \,}}}}}}}}}}}}\,}

Aquesta expressió és vàlida en el tall del pla complex. Hi ha dos talls, des de −i fins al punt de l'infinit, anant cap avall per l'eix imaginari, i des de i cap al punt de l'infinit, anat cap amunt de l'eix imaginari. Funciona millor per nombres reals entre −1 i 1. Els denominadors parcials són els nombres naturals senars, i els numeradors parcials (després del primer) són precisament (nz)², amb cada quadrat perfecte apareixent un cop. Va ser desenvolupada per en Carl Friedrich Gauss, utilitzant la sèrie hipergeomètrica.

## Integrals indefinides de les funcions trigonomètriques inverses
{\displaystyle {\begin{aligned}\int \arcsin x\,dx&{}=x\,\arcsin x+{\sqrt {1-x^{2}}}+C\\\int \arccos x\,dx&{}=x\,\arccos x-{\sqrt {1-x^{2}}}+C\\\int \arctan x\,dx&{}=x\,\arctan x-{\frac {1}{2}}\ln \left(1+x^{2}\right)+C\\\int \operatorname {arccot} x\,dx&{}=x\,\operatorname {arccot} x+{\frac {1}{2}}\ln \left(1+x^{2}\right)+C\\\int \operatorname {arcsec} x\,dx&{}=x\,\operatorname {arcsec} x-\ln \left(x+{\sqrt {x^{2}-1}}\right)+C\\\int \operatorname {arccsc} x\,dx&{}=x\,\operatorname {arccsc} x+\ln \left(x+{\sqrt {x^{2}-1}}\right)+C\end{aligned}}}
Es demostren fàcilment usant la integració per parts i les fromules simples de les derivades que s'han presentat més amunt.

### Exemple de demostració
Fent servir {\displaystyle \int u\,\mathrm {d} v=uv-\int v\,\mathrm {d} u}, s'estableix
{\displaystyle {\begin{aligned}u&{}=&\arcsin x&\quad \quad \mathrm {d} v=\mathrm {d} x\\\mathrm {d} u&{}=&{\frac {\mathrm {d} x}{\sqrt {1-x^{2}}}}&\quad \quad {}v=x\end{aligned}}}
Llavors:
{\displaystyle \int \arcsin x\,\mathrm {d} x=x\arcsin x-\int {\frac {x}{\sqrt {1-x^{2}}}}\,\mathrm {d} x}
Substitute {\displaystyle k=1-x^{2}\,}. Then {\displaystyle \mathrm {d} k=-2x\,\mathrm {d} x} i
{\displaystyle \int {\frac {x}{\sqrt {1-x^{2}}}}\,\mathrm {d} x=-{\frac {1}{2}}\int {\frac {\mathrm {d} k}{\sqrt {k}}}=-{\sqrt {k}}}
Es torna a substituir per x per obtenir
{\displaystyle \int \arcsin x\,\mathrm {d} x=x\arcsin x+{\sqrt {1-x^{2}}}\quad \quad {}\mathrm {Q.E.D.} }
Per més integrals vegeu l'article Llista d'integrals d'inverses de funcions trigonomètriques.

## Mètodes recomanats de càlcul
Per a calcular l'arcsinus:
{\displaystyle \arcsin x=\arctan {\frac {x}{\sqrt {1-x^{2}}}}.}
Per a calcular l'arccosinus:
{\displaystyle \arccos x={\frac {\pi }{2}}-\arcsin x.}
Per a calcular l'arctangent per x a prop de zero, feu servir la fracció contínua de més amunt.
Per a calcular l'arctangent per altres valors de x:
{\displaystyle \arctan x=2\arctan {\frac {x}{1+{\sqrt {1+x^{2}}}}}.}
Per a calcular l'arccotangent:
{\displaystyle \operatorname {arccot} x={\frac {\pi }{2}}-\arctan x.}
Per a calcular l'arcsecant:
{\displaystyle \operatorname {arcsec} x={\frac {\pi }{2}}-\arcsin {\frac {1}{x}}.}
Per a calcular l'arccosecant:
{\displaystyle \operatorname {arccsc} x=\arcsin {\frac {1}{x}}.}

## L'arctangent amb dos arguments
La funció arctangent amb dos arguments atan2 calcula l'arctangent de {\displaystyle y/x} donats y i x, però amb un recorregut de {\displaystyle (-\pi ,\pi ]}. Es va introduir inicialment en llenguatges de programació d'ordinadors, però avui en dia és també molt habitual en tots els camps de la ciència i de l'enginyeria.
Es defineix fent servir la funció arctan estàndard (és a dir amb recorregut de (−π/2, π/2)) tal com segueix:
{\displaystyle \operatorname {atan2} (y,x)={\begin{cases}\arctan({\frac {y}{x}})&\qquad x>0\\\pi +\arctan({\frac {y}{x}})&\qquad y\geq 0,x<0\\-\pi +\arctan({\frac {y}{x}})&\qquad y<0,x<0\\{\frac {\pi }{2}}&\qquad y>0,x=0\\-{\frac {\pi }{2}}&\qquad y<0,x=0\\{\text{indefinit}}&\qquad y=0,x=0\\\end{cases}}}
Aquesta funció es pot calcular fent servir la fórmula de la tangent de l'angle meitat tal com segueix:
{\displaystyle \operatorname {atan2} (y,x)=2\arctan {\frac {y}{{\sqrt {x^{2}+y^{2}}}+x}}}
Sempre que tant x > 0 com y ≠ 0. Ara bé, en implementacions pràctiques, é més econòmic i més robust fer servir els signes de x e y per triar el recorregut correcte. Suposant que arctan(z) retorna un valor entre −π⁄₂ i π⁄₂ per a tot real z, es té
{\displaystyle \operatorname {atan2} (y,x)={\begin{cases}-\operatorname {atan2} (-y,x)&\qquad y<0\\\pi -\arctan(-{\frac {y}{x}})&\qquad y\geq 0,x<0\\\arctan({\frac {y}{x}})&\qquad y\geq 0,x>0\\{\frac {\pi }{2}}&\qquad y>0,x=0\\{\text{indefinit}}&\qquad y=0,x=0\\\end{cases}}}
L'ordre anterior dels arguments {\displaystyle (y,x)} sembla el més habitual, i en particular es fa servir en l'estàndard ISO així com en el Llenguatge C, però alguns autors fan servir la convenció oposada {\displaystyle (x,y)} per tant convé anar amb cert compte. També l'estàndard IEEE 754 per implementar l'aritmètica de coma flotant ha de manejar valors de l'argument excepcionals (no numèrics); FDLIBM (disponible a través de http://www.netlib.org/) mostra com això es pot fer fiablement.
La funció atan2 es pot implementar de forma numèrica fiable pel mètode CORDIC.
Per tant, les implementacions de atan(y) probablement triaran de calcular de fet atan2(y,1).

## Expressió en forma logarítmica
Igual que les funcions trigonomètriques que es poden expressar en forma exponencial (veure fórmula d'Euler), aquestes funcions es poden expressar vent servir logaritmes complexes. Això estén de manera natural el seu domini al pla complex.
{\displaystyle {\begin{aligned}\arcsin x&{}=-i\,\log \left(i\,x+{\sqrt {1-x^{2}}}\right)&{}=\operatorname {arccsc} {\frac {1}{x}}\\\arccos x&{}=-i\,\log \left(x+{\sqrt {x^{2}-1}}\right)={\frac {\pi }{2}}\,+i\log \left(i\,x+{\sqrt {1-x^{2}}}\right)={\frac {\pi }{2}}-\arcsin x&{}=\operatorname {arcsec} {\frac {1}{x}}\\\arctan x&{}={\frac {i}{2}}\left(\log \left(1-i\,x\right)-\log \left(1+i\,x\right)\right)&{}=\operatorname {arccot} {\frac {1}{x}}\\\operatorname {arccot} x&{}={\frac {i}{2}}\left(\log \left(1-{\frac {i}{x}}\right)-\log \left(1+{\frac {i}{x}}\right)\right)&{}=\arctan {\frac {1}{x}}\\\operatorname {arcsec} x&{}=-i\,\log \left({\sqrt {{\frac {1}{x^{2}}}-1}}+{\frac {1}{x}}\right)=i\,\log \left({\sqrt {1-{\frac {1}{x^{2}}}}}+{\frac {i}{x}}\right)+{\frac {\pi }{2}}={\frac {\pi }{2}}-\operatorname {arccsc} x&{}=\arccos {\frac {1}{x}}\\\operatorname {arccsc} x&{}=-i\,\log \left({\sqrt {1-{\frac {1}{x^{2}}}}}+{\frac {i}{x}}\right)&{}=\arcsin {\frac {1}{x}}\end{aligned}}}
Les demostracions d'aquestes relacions es fan a través de l'expansió a les formes exponencials de les funcions trigonomètriques.

### Exemple de demostració
{\displaystyle \arcsin x\,=\,\theta }
{\displaystyle {\frac {e^{i\,\theta }-e^{-i\,\theta }}{2i}}\,=\,x}   (definició exponencial del sinus)
Sia
{\displaystyle k=e^{i\,\theta }.}
Llavors
{\displaystyle {\frac {k-{\frac {1}{k}}}{2i}}\,=\,x}
{\displaystyle k^{2}-2\,i\,k\,x-1\,=\,0}   (solve for {\displaystyle k})
{\displaystyle k\,=\,i\,x\pm {\sqrt {1-x^{2}}}\,=\,e^{i\,\theta }}   (es tria la branca positiva)
{\displaystyle \theta \,=\,\arcsin \,x\,=\,-i\log \left(i\,x+{\sqrt {1-x^{2}}}\right)}  Q.E.D.

## Identitat de la suma d'arctangents
{\displaystyle \arctan u+\arctan v=\arctan \left({\frac {u+v}{1-uv}}\right)}

### Demostració
Es comença a partir de
{\displaystyle \tan(\alpha +\beta )={\frac {\tan \alpha +\tan \beta }{1-\tan \alpha \tan \beta }}\,}
i es fa
{\displaystyle u\,=\,\tan \,\alpha \,,\,v=\,\tan \,\beta }

## Aplicacions pràctiques
Les funcions trigonomètriques inverses són útils quan es tracta de determinar els angles d'un triangle rectangle quan es coneixen les longituds dels costats. De fet aquesta és la manera més precisa de mesurar angles donat que els instruments de mesurar longituds permeten obtenir molta més precisió que els instruments de mesurar directament angles 
{\displaystyle \theta =\arcsin \left({\frac {\text{oposat}}{\text{hipotenusa}}}\right)}
Sovint, la hipotenusa també és desconeguda i s'hauria de calcular abans de poder fer servir les funcions arcsin o arccos. En aquesta situació l'arctangent és la funció que ve a mà. Es pot calcular l'angle del triangle sense saber la hipotenusa.
{\displaystyle \theta =\arctan \left({\frac {\text{oposat}}{\text{adjacent}}}\right)}

Per exemple, es pot calcular el pendent d'una teulada si es coneix l'augment d'altura i la longitud de la teulada. Si la teulada cau 2 metres en una longitud de 5 metres llavors l'angle d'inclinació θ de la teulada respecte a l'horitzontal es pot calcular tal com segueix:
{\displaystyle {\begin{aligned}\theta &{}=\arctan \left({\frac {\text{oposat}}{\text{adjacent}}}\right)&{}=\arctan \left({\frac {\text{altura}}{\text{longitud}}}\right)&{}=\arctan \left({\frac {2}{5}}\right)&{}=21.8^{\circ }\end{aligned}}}